# 玫瑰女
玫瑰女（Mui Kwai Nui，1947年－2020年），原名：石杏蓮（Shek Hang Lin），9歲就跟隨肖蘭芳及麥炳榮學習粵劇，由梅香升至三幫花旦。 1965年加入「玉聯公司」拍攝電影，簽署5年演員合約，銀幕處女作是粵劇舞臺片《春花長好月長圓》（1962年2月 ，飾演秋嬋），1969年出演黑白粵語片「入伙大吉」、息影作是武俠片《日月神童》（1971年3月，飾演于大俠妻子），演出卅多齣粵語電影。

## 外部連結
- 香港電影資料館：玫瑰女（石杏蓮）參演電影的記錄[永久]
- 香港影庫：玫瑰女（石杏蓮）